# 廉泉 (婺源泉水)
廉泉，位于江西省上饶市婺源县（旧属安徽省徽州府）县城紫阳镇东门桥头临河。
1148年，19岁的朱熹，南宋绍兴二十年（1150年），21岁的朱熹第一次回到祖籍婺源，题写了“廉泉”碑刻。
廉泉已列为上饶市文物保护单位。